# Anna Incerti
Anna Carmela Incerti (née le 19 janvier 1980 à Palerme) est une athlète italienne, spécialiste du fond et du marathon.

## Biographie
Anna Incerti a terminé 9e des Championnats d'Europe d'athlétisme 2006, avec son meilleur temps de 2 h 32 min 53 s. Elle a aussi remporté la médaille de bronze aux Universiades en 2003. Elle termine 14e aux Jeux olympiques à Pékin en 2008, mais avec son meilleur temps de 2 h 30 min 55 s. Elle a aussi gagné le marathon de Milan (avec une nouvelle meilleure performance de 2 h 27 min 42 s (23 novembre 2008) et la médaille d'or des Jeux méditerranéens 2009 sur le demi-marathon.
Elle remporte la médaille de bronze aux Championnats d'Europe d'athlétisme 2010 à Barcelone mais est d'abord reclassée en deuxième position après la disqualification pour dopage du vainqueur de l'épreuve, la Lituanienne Živilė Balčiūnaitė, puis déclarée vainqueur par l'Association européenne d'athlétisme après ultérieure disqualification de la Russe arrivée deuxième, le 10 juillet 2012. Le 27 juillet 2013, cette médaille d'or lui est enfin remise à l'Arena Civica à l'occasion des championnats nationaux. En vue de sa préparation aux Jeux olympiques de Rio, elle prend part comme équipière aux Championnats d'Europe à Amsterdam et remporte la médaille d'argent.

## Palmarès
| Date | Compétition           | Lieu      | Résultat | Épreuve       | Temps           |
| ---- | --------------------- | --------- | -------- | ------------- | --------------- |
| 2003 | Universiades          | Daegu     | 3e       | 10 000 m      | 33 min 49 s 71  |
| 2009 | Jeux méditerranéens   | Pescara   | 1re      | Semi-marathon | 1 h 12 min 25 s |
| 2010 | Championnats d'Europe | Barcelone | 1re      | Marathon      | 2 min 32 s 48   |
| 2014 | Championnats d'Europe | Zurich    | 6e       | Marathon      | 2 min 29 s 58   |

## Records
| Épreuve       | Performance     | Lieu      | Date              |
| ------------- | --------------- | --------- | ----------------- |
| 10 000 m      | 33 min 19 s 01  | Lumezzane | 11 mai 2003       |
| Semi-marathon | 1 h 8 min 18 s  | Ostie     | 26 février 2012   |
| Marathon      | 2 h 25 min 32 s | Berlin    | 25 septembre 2011 |